# Bang & Olufsen
Pour les articles homonymes, voir Bang et Olufsen.

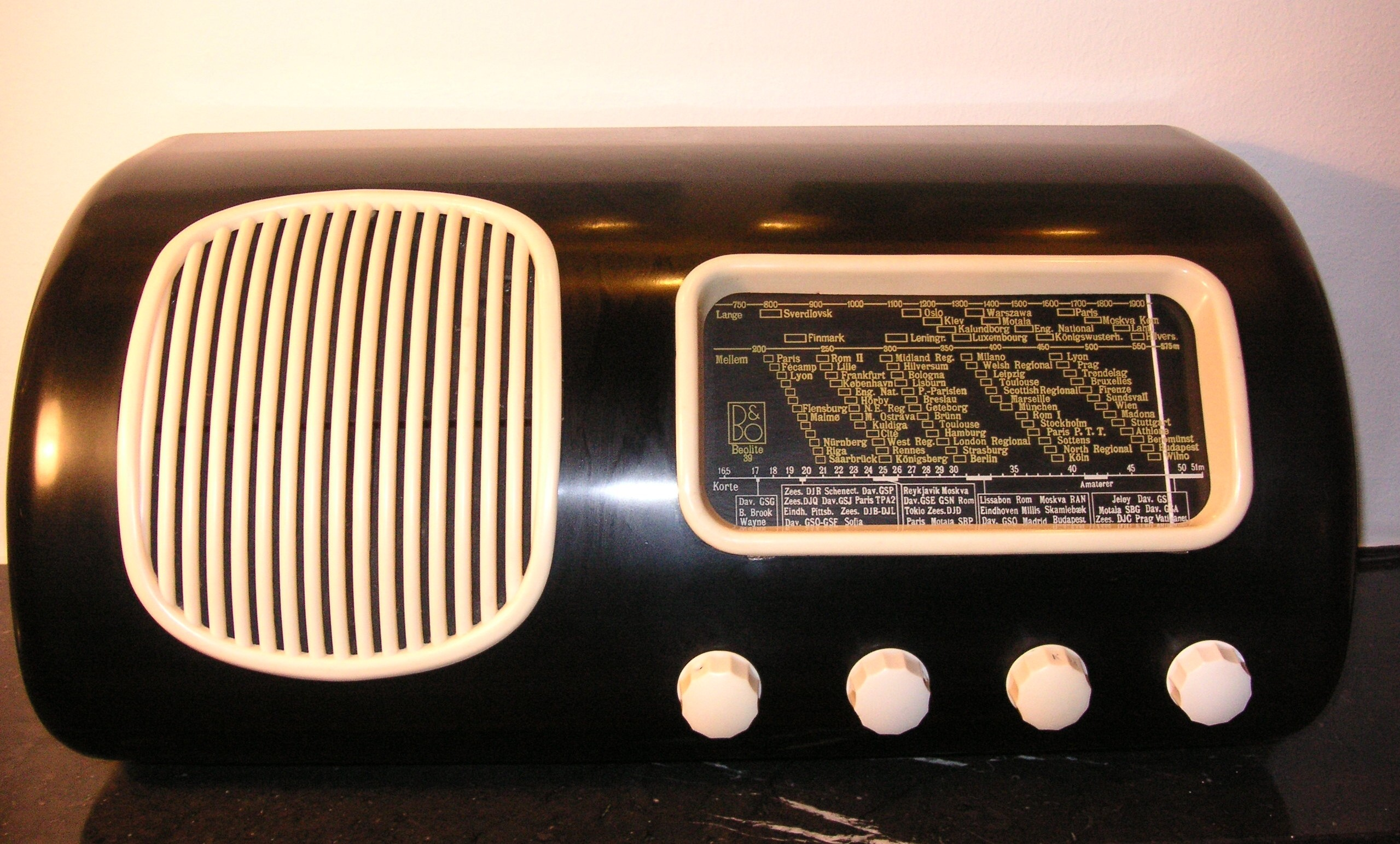
Beolit 39

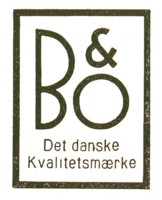
Ancien logo

Bang & Olufsen (B&O, OMX : BO B) est une société danoise qui conçoit et fabrique des appareils et produits audiovisuels haut de gamme. Elle a été fondée en 1925 à Quistrup (da), près de Struer dans le Jutland-Central par Peter Bang et Svend Olufsen. 

## Historique
Passionné par la radio, Peter Bang (1900-1957) construit dans son enfance un poste secteur qui fonctionne sans pile ni accumulateur. Il entreprend plus tard des études d'ingénieur et obtient son diplôme en 1924. Il rencontre Svend Olufsen (1897-1949) et se livre avec lui à des expériences radio dans la propriété de ses parents à Quistrup. C'est le début de la création de la société des deux associés.
Au cours des décennies suivantes, les deux amis développent de nouveaux produits audio, des radios, amplificateurs, haut-parleurs, gramophones, matériels d’enregistrement sonore de cinéma. La société devient une importante entreprise de ce secteur sur le marché danois.
B&O collabore avec de grands architectes et designers comme Sigvard Bernadotte, Acton Bjørn, Jacob Jensen et David Lewis. La société offre une gamme de produits se caractérisant par un design d'une discrétion maximale destinée à des consommateurs exigeants dans la radio, télévision et hi-fi. 
Aujourd'hui, la particularité de Bang & Olufsen c'est le principe du « sur mesure », notamment par la domotique maison, entre périphériques de la marque et systèmes intelligents de la maison. Le matériel des années 90 demeure notamment évolutif, permettant par exemple des fonctionnalités Wi-Fi.
Bang & Olufsen équipe également en sonorisation certains modèles de voitures BMW, Aston Martin, Mercedes-AMG, Audi ou encore Ford.
Il est aussi disponible en sponsor dans le jeu vidéo Race Driver: GRID.

## Principaux actionnaires
Au 19 janvier 2020:
| Jian Hong Qi                               | 15,0% |
| ATP Arbejdsmarkedets Tillægspension        | 11,5% |
| Nordea Investment Management               | 6,00% |
| Augustinus Fonden                          | 5,79% |
| Bang & Olufsen (autocontrôle)              | 5,47% |
| Færchfonden                                | 5,12% |
| Invesco Advisers,                          | 4,63% |
| New Jersey Division of Investment          | 2,92% |
| Nykredit Bank (Investment Management)      | 2,62% |
| Fidelity Management & Research (Hong Kong) | 2,28% |

## Sites de production
- Struer (Danemark)[6]
- Kopřivnice (République Tchèque) : usine revendue à Tymphany qui continue de fournir Bang & Olufsen[7]